# Олдман, Альберт
Альберт Леонард Олдман (англ. Albert Leonard Oldman; 18 ноября 1883—15 января 1961) — британский боксёр, чемпион летних Олимпийских игр 1908.
На Играх 1908 в Лондоне Олдман соревновался в весовой категории свыше 71,7 кг. Дойдя до финала, он занял первое место и выиграл золотую медаль.